# 柳家小はだ
柳家 小はだ（やなぎや こはだ、1989年11月8日 - ）は、落語協会に所属する落語家。柳家はん治門下の二ツ目。本名∶本多 秀章。

## 経歴
学生時代は学問には苦しむがバンドマンとしての才能を発揮。2015年3月、立教大学コミュニティ福祉学部卒業
2015年10月22日、柳家はん治に入門。翌年9月21日、前座となる。前座名は「小はだ」。
2020年5月21日に林家彦三、三遊亭ぐんまと共に二ツ目昇進。

## 芸歴
- 2015年10月 - 柳家はん治に入門。
- 2016年9月 - 前座となる、前座名「小はだ」。
- 2020年5月 - 二ツ目昇進。

## 人物
趣味∶コーヒー、レコード収集。趣味が高じ、目黒区に「コハダコーヒー」を経営している。

## 出演

### 映画
- 二つ目物語（2022年、林家しん平監督、クロスロード）- 「モテ男惚れ女」前座の茂松 役

### テレビ
- 開運！なんでも鑑定団（2023年2月21日、テレビ東京）- 「濱田庄司の皿と鉢」を出品。本人評価額100万円のところ、90万円の鑑定価格となった。